# КПВТ
Крупнокали́берный пулемёт Влади́мирова та́нковый под патрон 14,5 × 114 мм (сокр. КПВТ, индекс ГРАУ — 56-П-562Т) — модифицированный вариант одноимённого крупнокалиберного пулемёта для оснащения броневого и танкового вооружения и техники (БТВТ), боевых катеров, передвижных и стационарных установок. 
КПВТ может применяться как для стрельбы по наземным (надводным) целям, так и воздушным, а именно поражения низколетящих средств воздушного нападения (самолётов и вертолётов) противника. Является достаточно мощным средством огневой поддержки стрелков (пехоты) и танков в любых условиях боевой обстановки, предназначен для борьбы с легкобронированными целями (бронеавтомобилями, бронетранспортёрами, боевыми машинами пехоты, противотанковой артиллерией) а также стрельбы по скоплениям пехоты и техники. В условиях отсутствия у противника укреплённой линии обороны или отдельных опорных пунктов с железобетонными фортификационными сооружениями, а также тяжёлой бронетехники, может самостоятельно решать широкий спектр огневых задач (в связи с чем пулемёт состоит на вооружении не только армий и сухопутных компонентов флотов, но и внутренних войск, погранвойск, подразделений особого назначения и быстрого реагирования милиции и полиции, и других предусмотренных и не предусмотренных законом вооружённых формирований). Для повышения боевой эффективности единицы бронетехники, как самостоятельной огневой единицы, КПВТ устанавливается во вращающейся башне вместе с пулемётом ПКТ, который применяется для поражения небронированной техники и живой силы противника вне укрытий. Автоматика пулемёта реализует принцип использования энергии отдачи при коротком ходе ствола.
КПВТ обеспечивает эффективное поражение групповых и воздушных целей на расстоянии до 2000 метров, но опытные операторы могут вести достаточно эффективный огонь по целям и на более удалённом расстоянии, в зависимости от уровня их индивидуального мастерства, степени износа ствола и качества применяемых боеприпасов.

## Разработка
Впервые разработан сразу после Великой Отечественной войны для тяжёлых танков, использовался на БТВТ в качестве соосного и зенитного пулемёта не позднее сентября 1945 года (на Объекте 260). В 1963 году в тульском ЦКИБ была создана единая башенная установка для БТР-60ПБ и БРДМ-2.

## Устройство
Крупнокалиберный пулемёт КПВТ состоит из следующих основных частей и механизмов:
- ствол;
- ствольная коробка;
- затвор;
- возвратно-боевая пружина;
- крышка ствольной коробки;
- приёмник;
- спусковой механизм;
- затыльник;
- электроспуск;
- механизм пневмоперезаряжания.

В комплект пулемёта входят:
- патронные коробки с лентами;
- прицелы;
- принадлежности для чистки, разборки и сборки;
- трубка холодной пристрелки;
- приспособления для стрельбы холостыми патронами;
- приспособления для снаряжения ленты патронами.

За исключение электроспуска и механизма для выброса гильз вперёд конструкция пулемёта аналогична крупнокалиберному пулемёту Владимирова.

## Вращающаяся башня

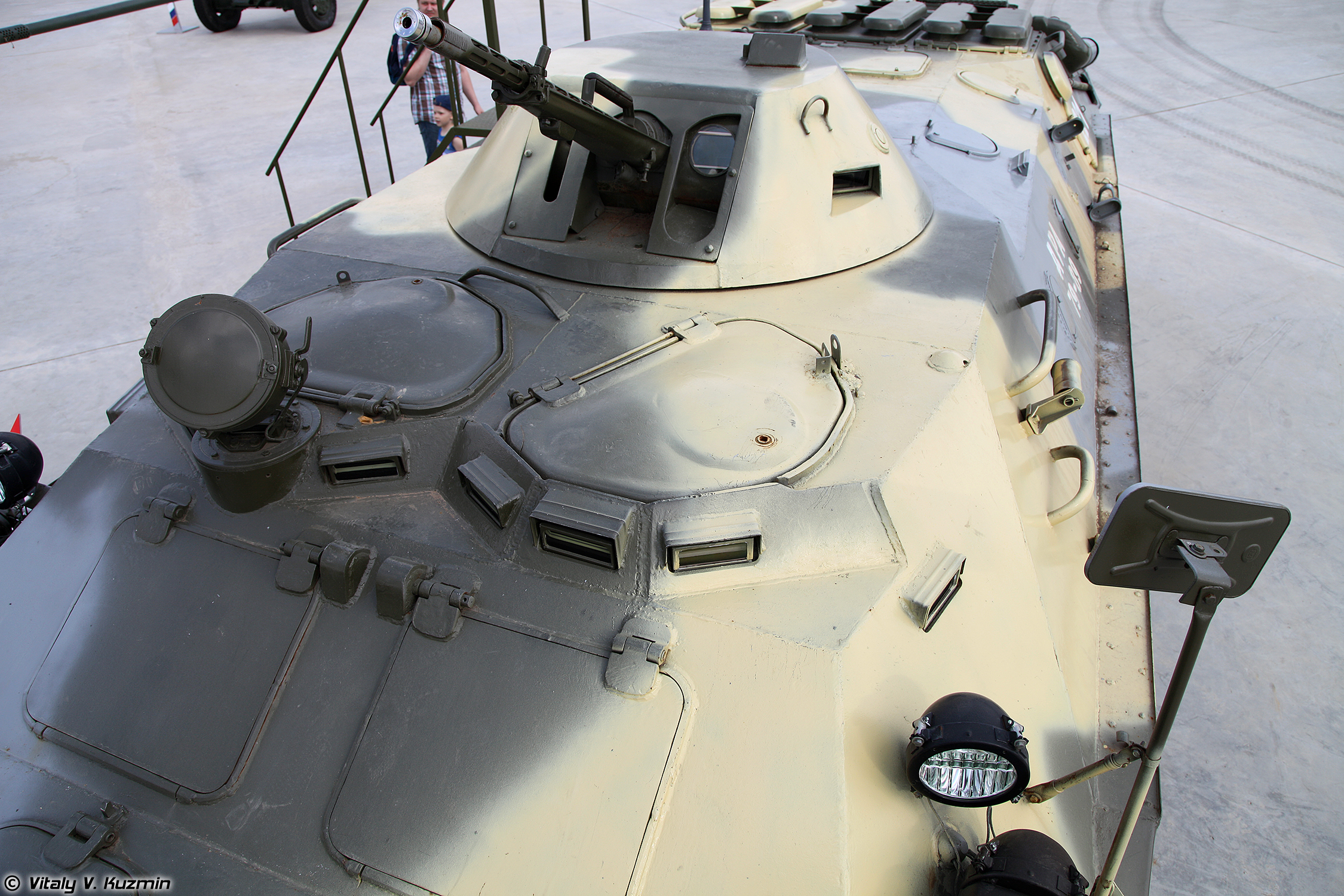
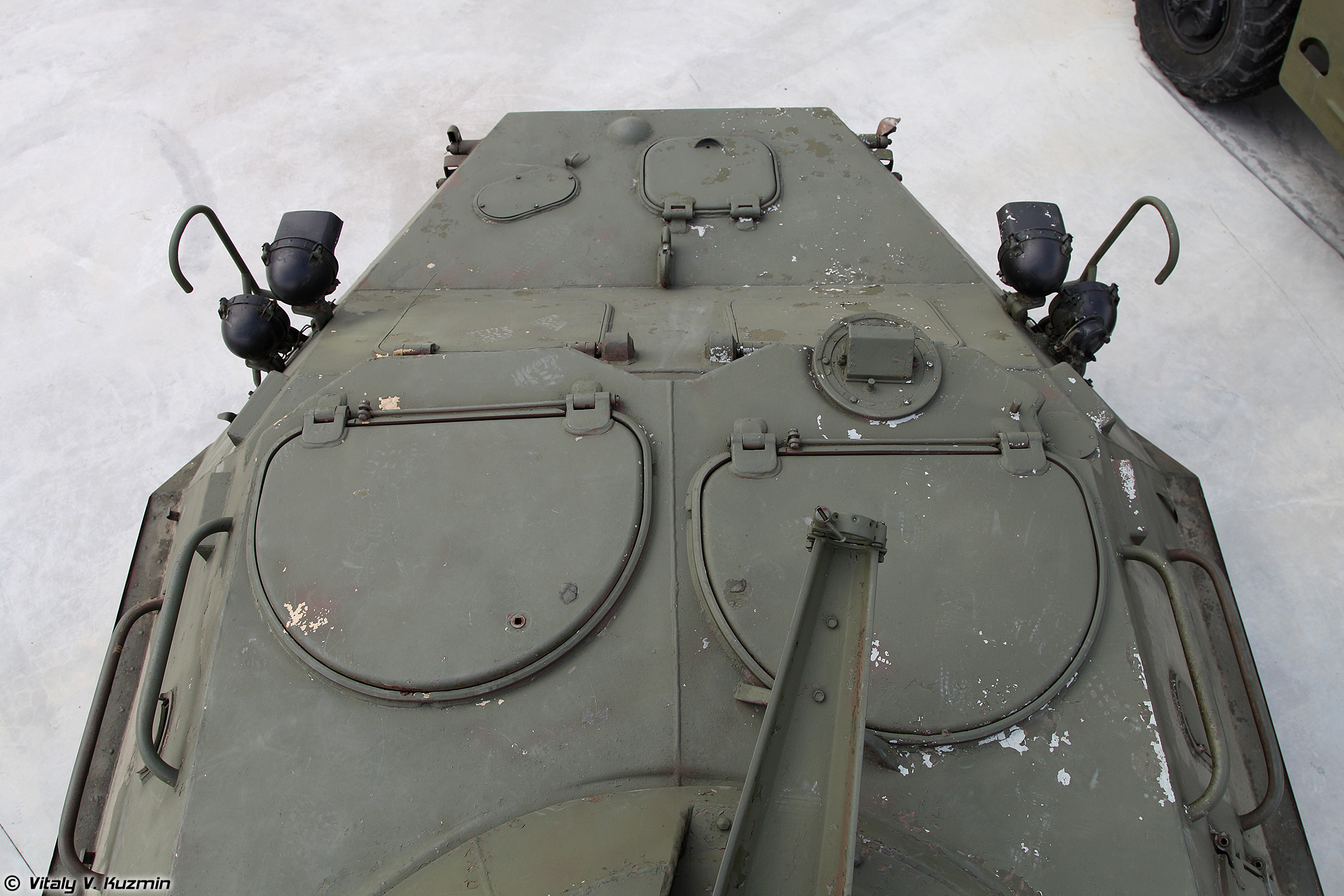
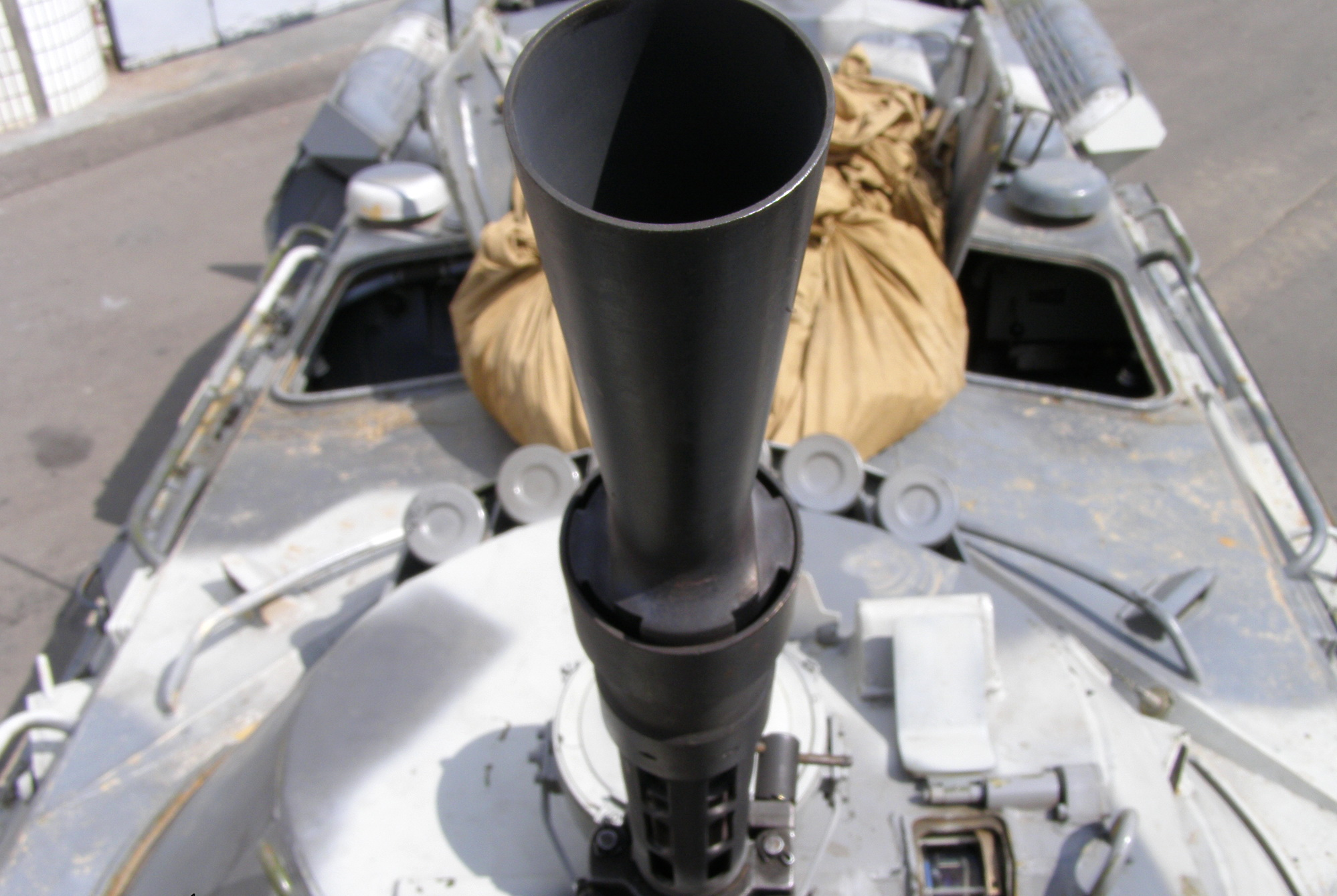
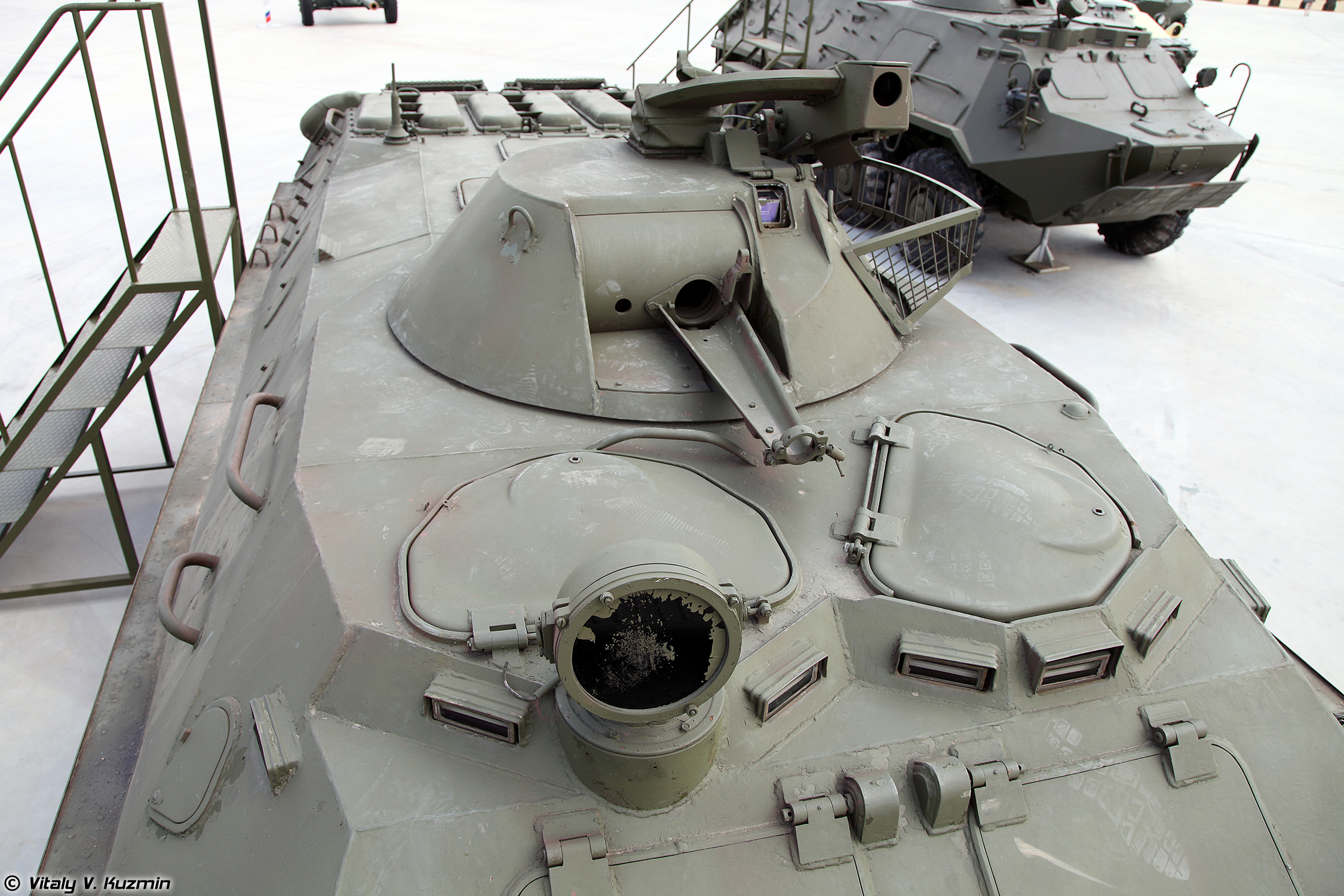

## Место оператора

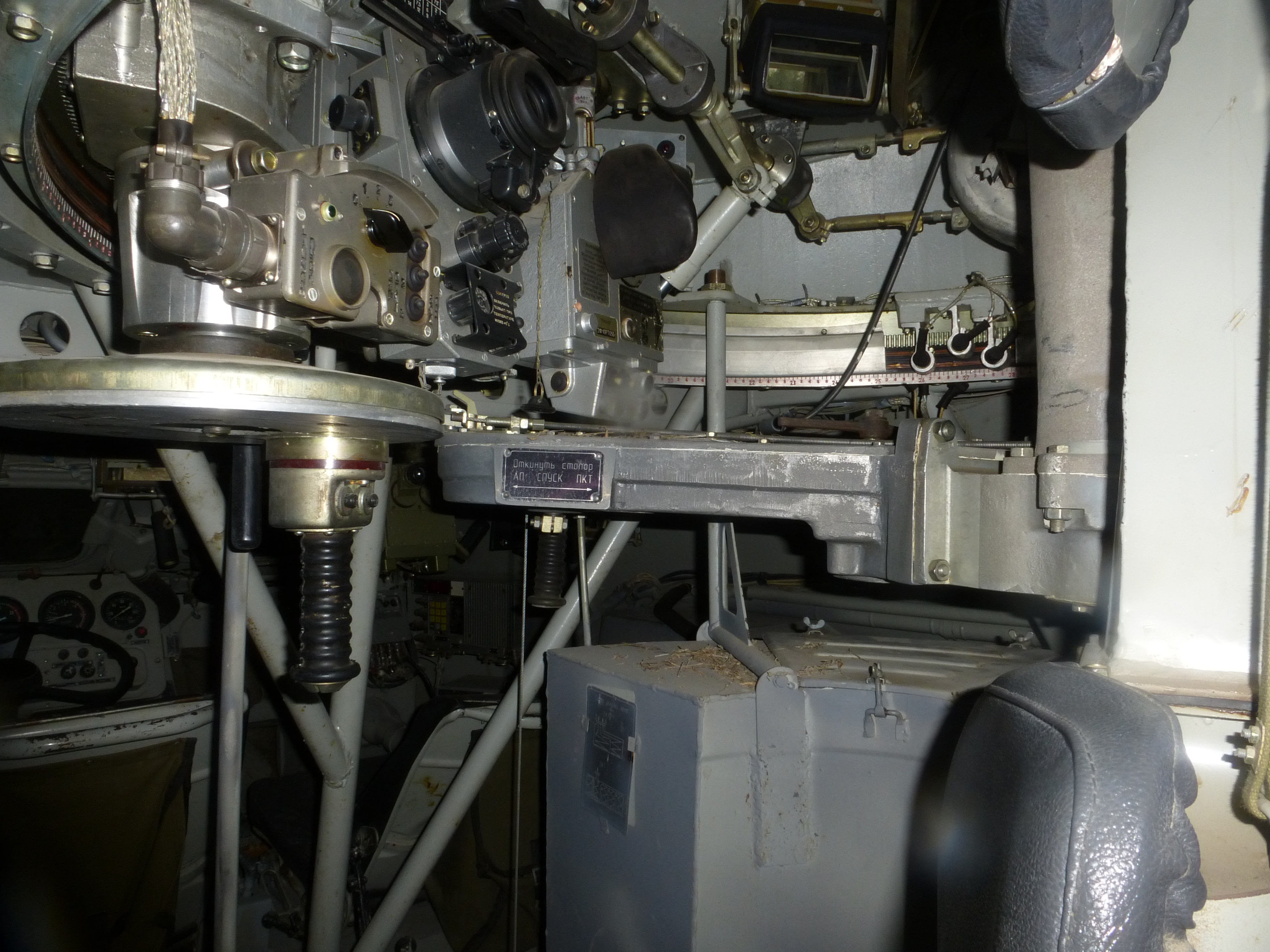
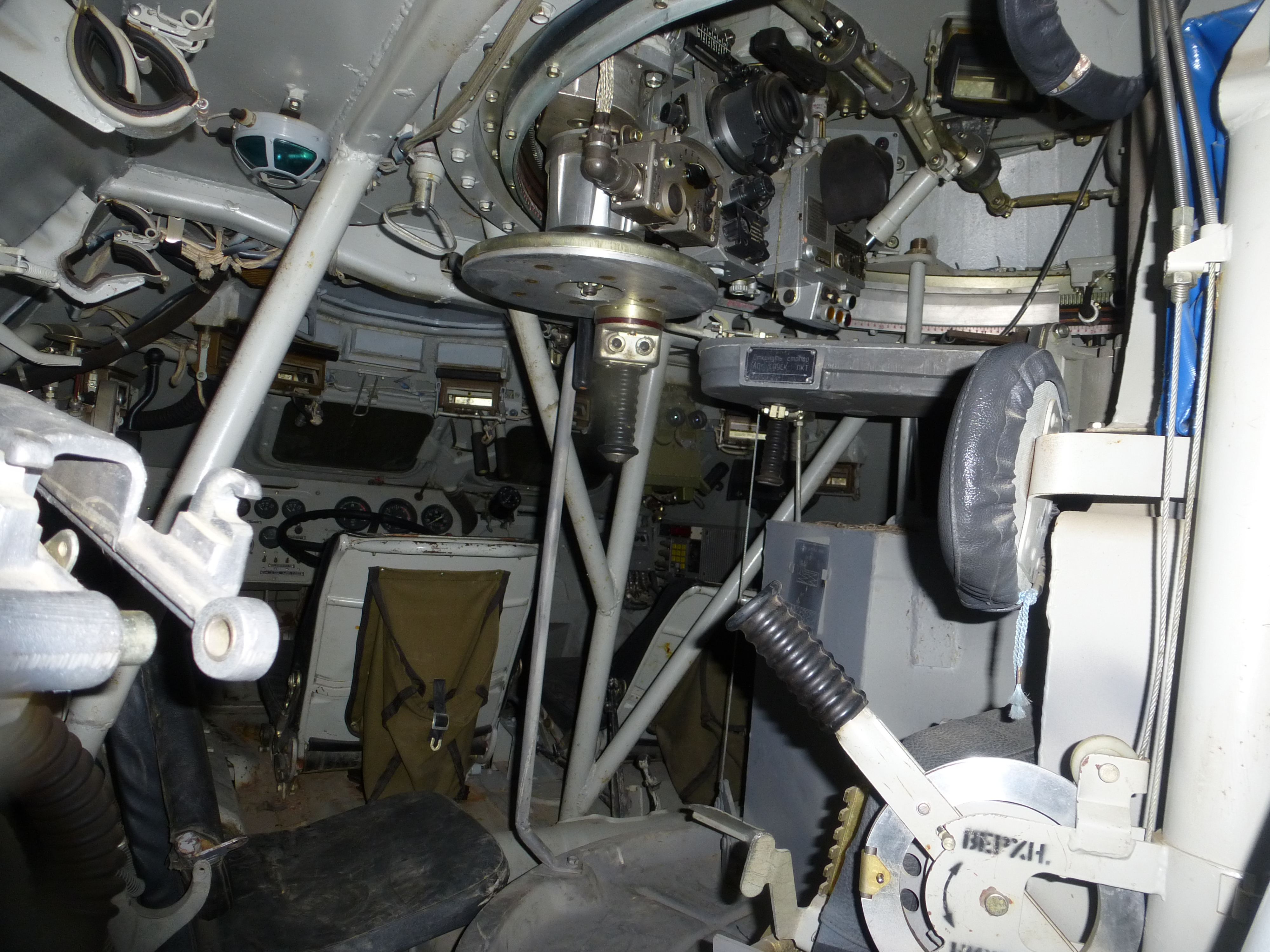
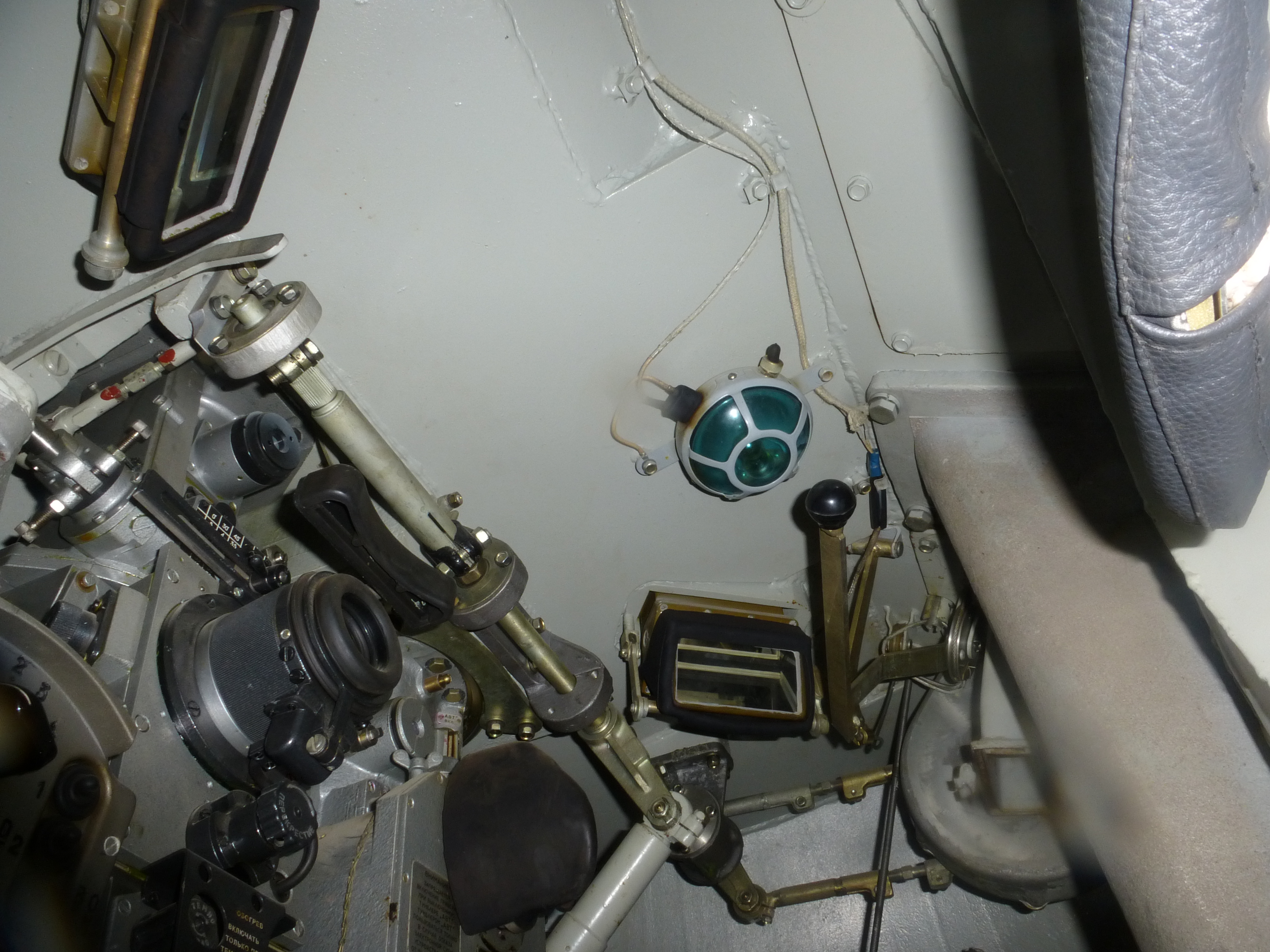

## Тактико-технические характеристики
Основные сведения
- Способ наведения — при помощи поворотного и подъёмного механизмов с фиксацией тормозами[12]
- Прицельные приспособления — перископический прицел ПП-61А для наблюдения за местностью и наведения пулемётов на цель,[13] оптический прицел ПУ для стрельбы по наземным целям[14] и зенитный коллиматорный прицел ВК-4 и ВК-4М с подсветкой сектора обзора в тёмное время суток[15]
- Применяемый тип боеприпасов — патроны с бронебойно-зажигательными пулями (Б-32 и БС-41), бронебойно-зажигательно-трассирующими (БЗТ и БСТ) и зажигательными (ЗП и МДЗ) пулями[16]
- Способ стрельбы — короткими (2—5 выстрелов) и длинными очередями (до 20 выстрелов), и непрерывной очередью (до 150 выстрелов)[16]

по наземным и надводным целям — огонь в точку, с рассеиванием по фронту и с рассеиванием в глубину
по воздушным целям — сопроводительным способом, по трассам, заградительным способом
по пикирующим, кабрирующим и зависшим воздушным целям — сопроводительный огонь непрерывной очередью
по воздушным целям, маневрирующим на звуковых и сверхзвуковых скоростях — заградительный огонь длинными очередями
- Техническая скорострельность — 550—600 выстрелов в минуту[16]
- Боевая скорострельность — 70—80 выстрелов в минуту[16]
- Тип боепитания — ленточное из патронной коробки[16]
- Охлаждение ствола — воздушное[16]
- Перегрев ствола — после 150 выстрелов[16]
- Рабочее напряжение системы электроспуска — 26 В[4]
- Допустимые колебания напряжения в системе электроспуска — 22–30 В[4]

Массо-габаритные характеристики
- Вес пулемёта — 52,2 кг[11]
- Вес патронной коробки со снаряжённой 50 патронами лентой — 12,3 кг[11]

Стрелковые характеристики
- Эффективная дальность стрельбы

по бронеобъектам и живой силе за лёгкими укрытиями — до 1000 м
по скоплению живой силы и транспорта — до 2000 м
по воздушным целям — до 2000 м
- Прицельная дальность стрельбы

с оптическим прицелом — до 2000 м
- Досягаемость по высоте — до 1500 м[1]
- Угол возвышения — −5°…+85°[19]
- Угол разворота — 360°[20]

Внешняя баллистика
- Влияние продольного ветра на изменение дальности полёта пули — не требует внесения поправок[21]
- Влияние температуры воздуха на баллистические качества пули — требует поправок на дальностях свыше 1000 м[21]

## Модификации
КПВТ-1
В конструкцию внесён ряд доработок, в частности, добавлена возможность переключения направления подачи ленты с правого на левое, что производится перестановкой деталей подающего механизма и облегчает монтаж пулемёта на различные образцы бронетехники.
Пехотные варианты
Поскольку пехотный вариант крупнокалиберного пулемёта Владимирова на колёсном станке был снят с вооружения и заменён другими образцами стрелкового вооружения, а КПВТ оставался и продолжает оставаться на вооружении армий и сухопутных компонентов флотов многих государств на постсоветском пространстве, а также зарубежных государств, куда в массовом порядке поставлялась или где производилась бронетехника советского образца, посредством обратного инженерно-технического переоборудования силами военнослужащих КПВТ переделывается в пехотный вариант на станке или на треноге для усиления системы огня подразделений тактического звена в обороне.

## Носители
Ниже представлен список образцов бронетехники (включая опытные образцы и проекты), позволяющей установку КПВТ:
Автомобили повышенной проходимости и бронеавтомобили
- Варта
- ГАЗ-3937
- КамАЗ-43269

Боевые разведывательные машины
- БРДМ-2
- БРДМ-2ДИ
- БРДМ-2ЛД
- БРДМ-2Т

Бронемашины
- БМР-1
- Объект 6МА
- РХМ-4
- РХМ-6

Бронетранспортёры
- БТР-7
- БТР-60
- БТР-60М
- БТР-70
- БТР-70ДИ
- БТР-70М
- БТР-70Т
- БТР-80
- БТР-80УП
- БТР-82
- ГТ-Л
- К-78
- B-33
- MGC-14,5
- OT-90
- TAB-77
- TABC-79

Самоходные артиллерийские установки
- Объект 268
- Объект 610
- СУ-122-54

Танки
- ИС-7
- Объект 139
- Объект 140
- Объект 141
- Объект 277
- Объект 278
- Объект 279
- Объект 430
- Объект 435
- Объект 770
- Объект 907
- Сонгун-915
- СТ-1
- Т-10
- WZ-111

Бронекатера и артиллерийские катера
- Бронекатера проекта 191М
- Артиллерийские катера проекта 1204 первой серии

Под установку пулемёта могут быть переоборудованы фабрично-заводским или кустарным способом башни других единиц бронетехники.
|  |  |  |  |

## Операторы
Следующие государства эксплуатировали КПВТ в разное время:
- Вооружённые силы Азербайджана (Армия, ВВ МВД, ГПСА)
- Вооружённые силы Алжира
- Народные вооружённые силы освобождения Анголы
- Вооружённые силы Демократической Республики Афганистан →  Вооружённые силы Исламской Республики Афганистан
- Вооружённые силы Объединённой Арабской Республики →  Вооружённые силы Арабской Республики Египет
- Вооружённые силы Армении
- Вооружённые силы Бангладеш
- Вооружённые силы Белоруссии (СВ, ССОБ)
- Вооружённые силы Бурунди
- Вооружённые силы Венгрии (СВ, ПВ)
- Вооружённые силы Венесуэлы
- Вооружённые силы Демократической Республики Вьетнам
- Народные революционные вооружённые силы Гренады
- Вооружённые силы Грузии
- Вооружённые силы Джибути
- Национальные силы обороны Индонезии
- Вооружённые силы Ирака
- Вооружённые силы Йемена
- Вооружённые силы Казахстана
- Вооружённые силы Киргизии
- Вооружённые силы КНДР
- Вооружённые силы Колумбии
- Вооружённые силы Кот-д’Ивуара
- Вооружённые силы Республики Корея
- Революционные вооружённые силы Кубы
- Вооружённые силы Македонии
- Монгольская Народная Армия →  Вооружённые силы Монголии
- Вооружённые силы Молдовы
- Вооружённые силы Народной Демократической Республики Йемен
- Вооружённые силы Нигерии
- Вооружённые силы Пакистана
- Вооружённые силы РФ (Российская Армия, МП ВМФ, Росгвардия, ССО, ФПС ФСБ, ЦСН ФСБ)
- Вооружённые силы Социалистической Республики Румыния →  Вооружённые силы Румынии
- Вооружённые силы САР
- Вооружённые силы Сомали
- Вооружённые Силы СССР (Советская Армия, МП ВМФ, ВВ МВД, ПВ КГБ)
- Вооружённые силы Судана
- Вооружённые силы Таджикистана
- Вооружённые силы Туркменистана
- Вооружённые силы Турции (СВ)
- Вооружённые силы Узбекистана
- Вооружённые силы Украины
- Вооружённые силы Чада
- Вооружённые силы Шри-Ланки
- Вооружённые силы Эстонии
- Вооружённые силы Эфиопии
- Силы обороны Финляндии

Следующие непризнанные и частично признанные государства и государствоподобные образования, а также национально-освободительные движения и другие вооружённые формирования эксплуатировали КПВТ в разное время:
- Вооружённые силы Абхазии
- Всевеликое Войско Донское (военизированная общественная организация)
- Вооружённые силы Донецкой Народной Республики
- Армия Юго-Востока → Народная милиция Луганской Народной Республики
- Вооружённые силы Нагорно-Карабахской Республики
- Вооружённые силы Приднестровской Молдавской Республики
- Русская православная армия (военизированная общественная организация)
- Объединённая таджикская оппозиция
- Талибан
- Вооружённые силы Южной Осетии

Лицензионное и нелицензионное производство пулемёта было налажено следующими странами:
- Корейская Народно-Демократическая Республика — производство на предприятиях оборонно-промышленного комплекса КНДР
- Китайская Народная Республика — производство контрафактной копии под названием Тип 56 на заводах Китайской северной промышленной корпорации
- Социалистическая Республика Румыния — производство точной лицензионной копии под названием KPVT на Куджирском механическом заводе

## Боевое применение
Ниже представлен список вооружённых конфликтов, в ходе которых применялись КПВТ и модификации:
- Индо-пакистанский конфликт (1965— наст. время)
- Арабо-израильский конфликт (1965— наст. время)
- Гражданская война и иностранная интервенция в Йемене (1965—1970)
- Гражданская война и иностранная интервенция в Анголе (1975—2002)
- Гражданская война и иностранная интервенция в Мозамбике (1976—1992)
- Эфиопо-сомалийская война (1977—1978)
- Гражданская война и иностранная интервенция в Сомали (1988— наст. время)
- Война в Афганистане (1979—1989)
- Локальные конфликты в позднесоветский период (1989—1991)
- Локальные войны на постсоветском пространстве (1991 — наст. время)
  - Грузино-абхазский конфликт
  - Карабахский конфликт
  - Приднестровский конфликт
  - Чеченские войны:
    - Первая чеченская война
    - Вторая чеченская война

  - Война в Грузии
- Российско-украинская война

## Износ
По мере увеличения износа деталей и узлов пулемёта, учащается количество утыканий, перекосов, незахватов патрона и отказов электроспуска, и других задержек при стрельбе, что отчасти компенсируется уровнем огневой подготовки оператора и устраняется заменой деталей, непригодных для дальнейшей эксплуатации на новые, с соблюдением требований по обслуживанию и уходу за оружием, что существенно продлевает срок эксплуатации оружия в войсках.